# Фонтана, Сильвия
Си́львия Фонта́на (итал. Silvia Fontana, род. 3 декабря 1976, Статен-Айленд, Нью-Йорк) — итальянская фигуристка, выступавшая в одиночном катании. Пятикратная чемпионка Италии (1994, 1996, 1999, 2000, 2002), бронзовый призёр Универсиады (2001) и участница Олимпийских игр (2002, 2006).

## Карьера
Фонтана родилась в семье итальянцев в Нью-Йорке, где её отец работал по двухлетнему контракту. С шести месяцев до восемнадцати лет Сильвия проживала в Италии.
Начала заниматься фигурным катанием в четыре года. После смерти отца она переехала из Рима в США, обосновавшись в Калифорнии. Там Фонтана три сезона каталась в группе у Фрэнка Кэрролла, который уделял значительное количество времени своей самой известной ученице Мишель Кван.
Нуждаясь в личном внимании, Фонтана сменила тренера, начав сотрудничество с Галиной Змиевской в Симсбери, Коннектикут. Под руководством Змиевской итальянка улучшила свои результаты, поднявшись на чемпионате мира с девятнадцатого на десятое место. Над постановкой программ работала с Ниной Петренко.
Финишировав десятой на Олимпийских игр 2002, Фонтана ушла из соревновательного катания. За время карьеры она была пятикратной чемпионкой Италии, бронзовым призёром Универсиады, заняла седьмое место на чемпионате Европы. В 2003 году вышла замуж за американского фигуриста Джона Циммермана.
Она вернулась в соревновательный спорт перед домашней Олимпиадой, проходившей в Турине. Подготовку к Играм проходила в городе Хакенсак под руководством Робин Вагнер, известной по работе с Сарой Хьюз. Завоевала серебро чемпионата Италии и бронзу международного турнира Золотой конёк Загреба. На самих Играх Сильвия оказалась двадцать второй, после чего окончательно завершила карьеру фигуристки.
2 апреля 2012 года родила дочь Софию. Совместно с мужем работает в тренерской команде. Специализируется на хореографии.

## Результаты
| Соревнования      | 93/94         | 95/96         | 96/97         | 97/98         | 98/99         | 99/00         | 00/01         | 01/02         | 05/06         |
| Международные     | Международные | Международные | Международные | Международные | Международные | Международные | Международные | Международные | Международные |
| ----------------- | ------------- | ------------- | ------------- | ------------- | ------------- | ------------- | ------------- | ------------- | ------------- |
| Олимпийские игры  |               |               |               |               |               |               |               | 10            | 22            |
| Чемпионат мира    | 25            | 24            |               | 18            | 16            | 19            | 10            | 10            |               |
| Чемпионат Европы  | 22            | 20            |               |               | 13            | 8             | 11            | 7             |               |
| Гран-при России   |               |               |               |               | 11            | 9             | 9             |               |               |
| Гран-при США      |               |               |               |               | 10            |               |               |               |               |
| Гран-при Канады   |               |               | 7             |               |               | 5             |               |               |               |
| Универсиада       |               |               |               |               |               |               | 3             |               |               |
| Гран-при Франции  |               |               |               |               |               |               | 10            | 7             |               |
| Гран-при Германии |               |               |               |               |               |               |               | 7             |               |
| Золотой конёк     |               |               |               |               |               |               |               |               | 3             |
| Национальные      |               |               |               |               |               |               |               |               |               |
| Чемпионат Италии  | 1             | 1             | 3             | 2             | 1             | 1             | 2             | 1             | 2             |